# Ceina wannape
Ceina wannape is een vlokreeftensoort uit de familie van de Ceinidae. De wetenschappelijke naam van de soort is voor het eerst geldig gepubliceerd in 1972 door J.L. Barnard.